# Goniobranchus geminus
Goniobranchus geminus (лат.) — вид ярко окрашенных брюхоногих моллюсков семейства Chromodorididae из отряда голожаберных (Nudibranchia). Обитает в Индийском океане.

## Таксономия
Вид был впервые описан в 1987 году под названием Chromodoris geminus Rudman, 1987. До 2012 года этот вид был известен как Chromodoris geminus, но в результате молекулярного (ДНК) исследования был переведен в род Goniobranchus.

## Описание
Goniobranchus geminus может достигать максимального размера 5 см в длину.
Он имеет четыре характерные цветные линии вокруг края мантии. Начиная с тонкой белой внешней линии, затем светло-сероватая линия, затем ещё одна белая линия и, наконец, яркая золотисто-жёлтая линия.
Окраска спины от светло-коричневой до желтоватой с сиреневыми оцеллиями, обведёнными белым краем. Нога, более светлая и с белым краем, также имеет оцеллии. Ринофоры жёлтые или фиолетовые и пластинчатые, жабры белые с бежевым краем.

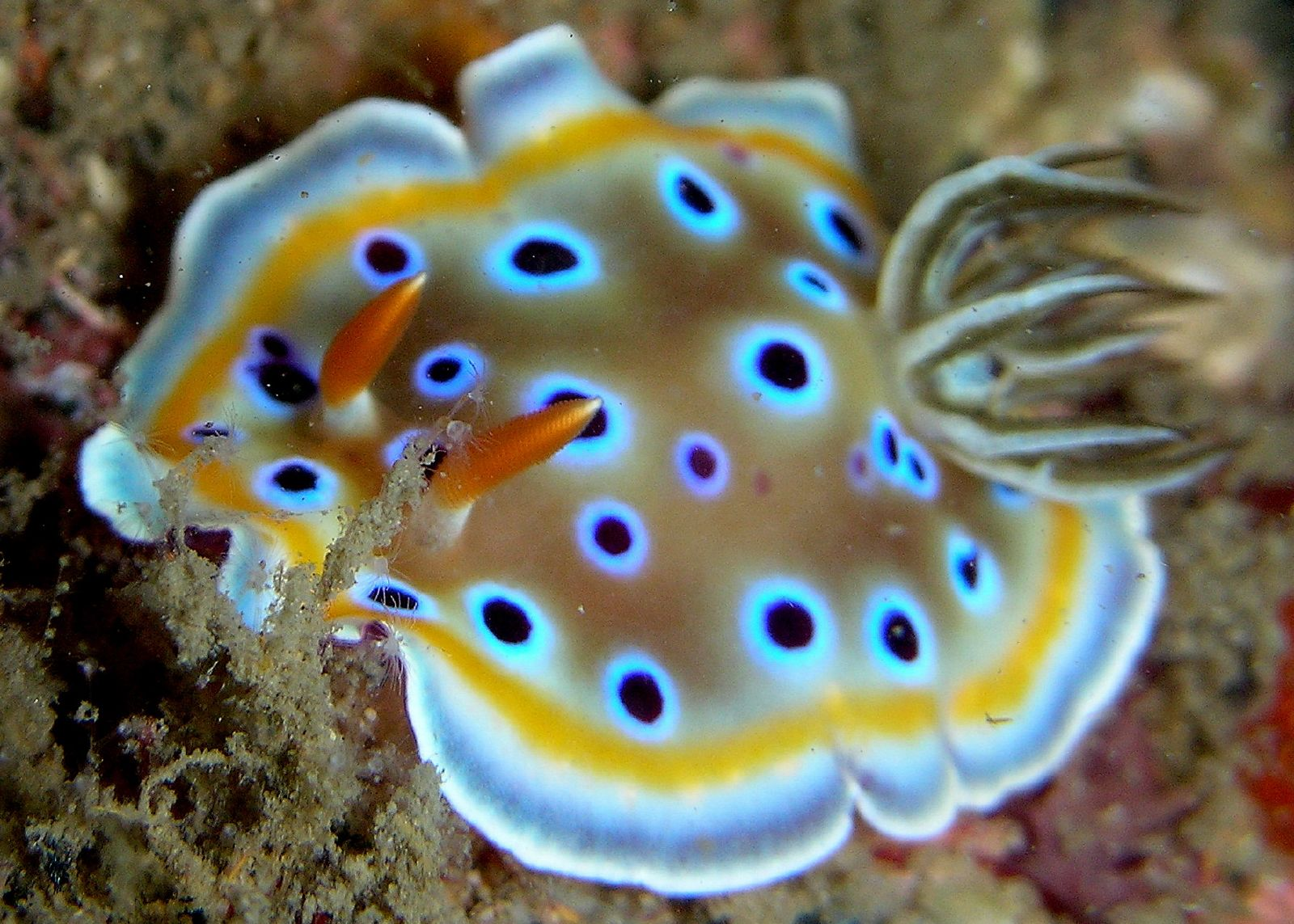
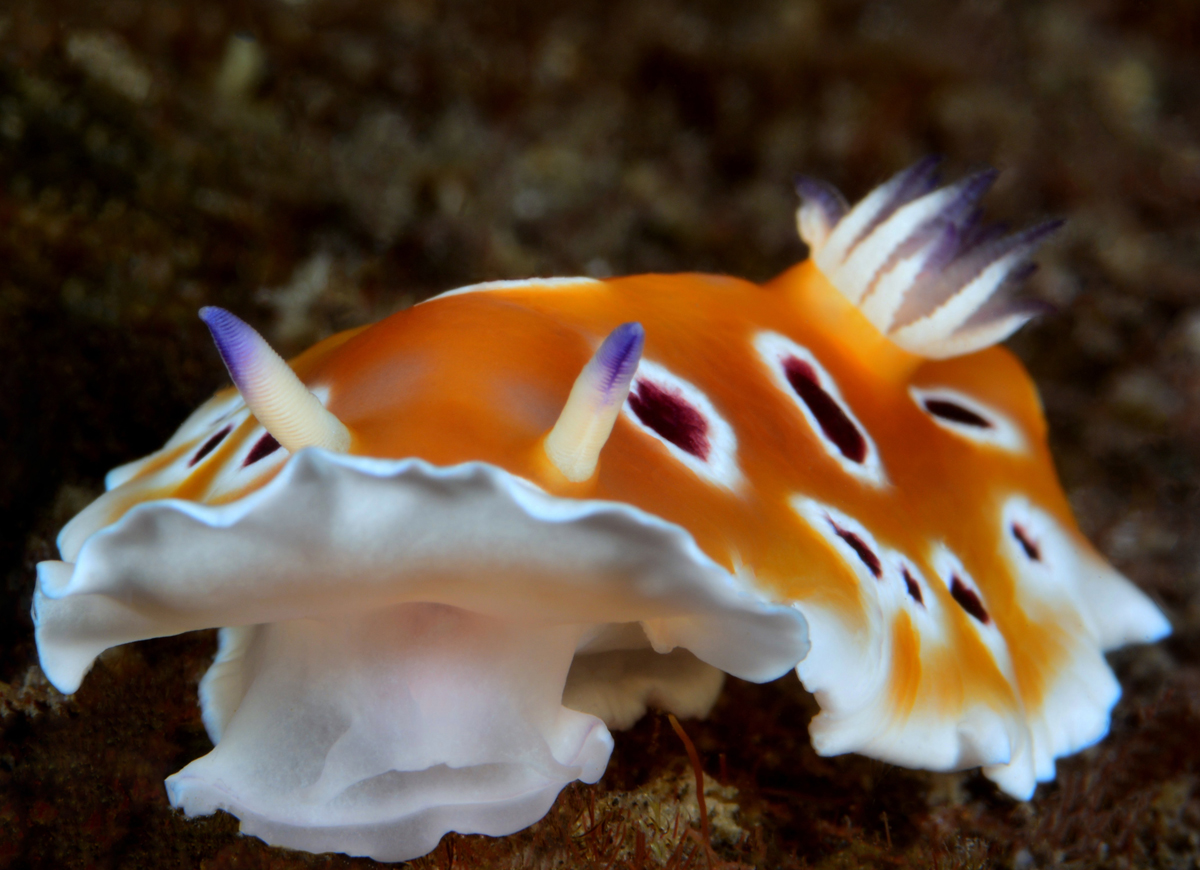
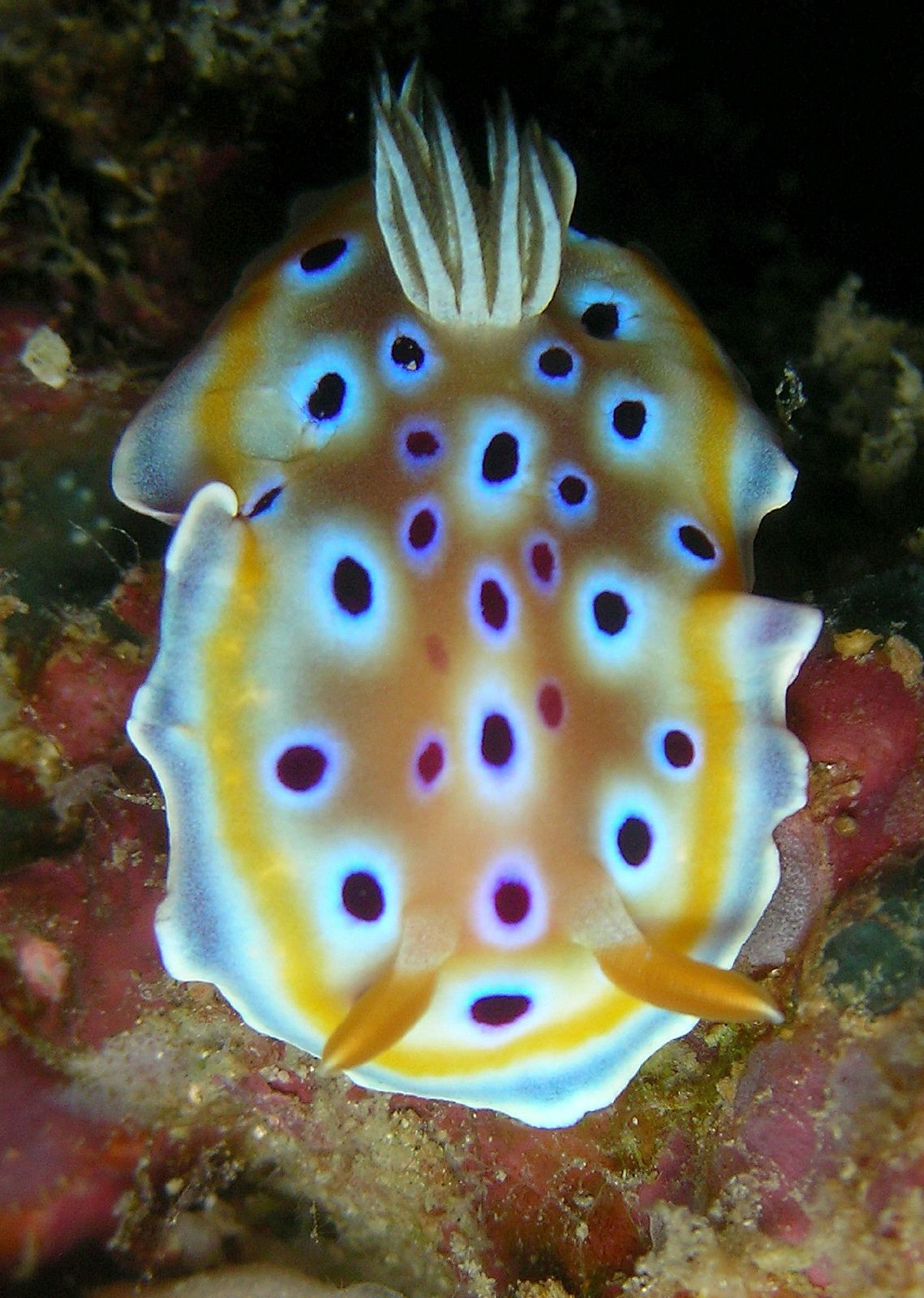

## Распространение
Этот морской слизень обитает в Индийском океане от Кении до Шри-Ланки и в Красном море и предпочитает внешние склоны коралловых рифов.

## Сходные виды
- Goniobranchus kuniei
- Goniobranchus leopardus
- Hypselodoris tryoni
- Goniobranchus tritos